# Asmate flavofasciata
Asmate flavofasciata là một loài bướm đêm trong họ Geometridae.